# VH1 (Europa)
VH1 (referido como VH1 Europe) foi um canal de televisão por assinatura europeu de propriedade da ViacomCBS Networks EMEAA. Ele exibia uma grande variedade de programas musicais diariamente ou semanalmente, e várias séries originais do VH1.
Durante seus anos de atividade, o canal passou por diversas reformulações editoriais. Em sua fase final, concentrava-se na música contemporânea, incluindo sucessos das décadas de 2000 e 2010. Nos anos 2000, sua grade privilegiava a música da época, com destaque para os gêneros pop rock e adult contemporary, além de clipes nostálgicos das décadas de 1980 e 1990. A partir de 2020, a programação passou a incluir também faixas de hip hop contemporâneo — como The Box, de Roddy Ricch, e Rockstar, de DaBaby — algo pouco comum nas fases anteriores da emissora.
O VH1 teve sua estreia no Reino Unido e na Alemanha durante a primavera europeia de 1995. Em junho de 1999, a versão britânica passou a ser distribuída em outras partes da Europa sob o nome VH1 Export. Posteriormente, em 2001, ocorreu a fusão entre o VH1 Export e o VH1 Alemanha, resultando na criação de um canal pan-europeu independente do VH1 britânico.
Em outubro de 2020, o VH1 Europe substituiu o sinal do VH1 HD no Brasil e do VH1 Latino na América Latina. No mesmo período, o canal passou a dar maior ênfase à música dos anos 2000, encerrando blocos temáticos como We Love: The 10s, que até então celebrava sucessos da década de 2010.
O canal foi descontinuado em 2 de agosto de 2021, um dia após o 40.º aniversário da MTV, sendo substituído pelo MTV 00s, canal dedicado exclusivamente à música dos anos 2000. O último bloco exibido, VH1 Shuffle, encerrou com o videoclipe Are You with Me, do DJ belga Lost Frequencies. Já o último clipe transmitido oficialmente antes do encerramento, às 05h00 (UTC+1), foi Dani California, da banda norte-americana Red Hot Chili Peppers.

## Programação
Antes de 5 de junho de 2021, o canal exibia os seguinte blocos:
- Songs of the Century
- Shuffle
- Hits Don't Lie
- Class of 2000-2019
- Guess the Year
- We Love The: 00s
- Artist: The Hits
- Top 50

Após a data mencionada, a programação foi adaptada para reproduzir músicas da anos 2000:
- Songs of the Century
- Class of 2000-2009
- We Love The: 00s
- Guess the Year
- Top 50
- Shuffle
- Hits Don't Lie
- Artist: The Hits
- Loudest 00s Rock Anthems!
- Hottest 00s R'n'B Hits!
- Hottest 00s Pop Hits!
- Hottest 00s Dance Hits!
- Hottest 00s Collabs!
- 00s Power Ballads!
- Non-stop Nostalgia! (apenas em 1º de agosto de 2021)
- The 40 Greatest Hits! (apenas em 1º de agosto de 2021)
- Crazy in Love! (apenas em 1º de agosto de 2021)